# Космос (семейство ракет-носителей)
«Ко́смос» — семейство двухступенчатых одноразовых ракет-носителей космического назначения лёгкого класса, предназначенных для выведения автоматических космических аппаратов (КА) на эллиптические и круговые околоземные орбиты высотой до 1700 км с наклонениями плоскости орбиты 66°, 74° и 83°. Масса полезной нагрузки до 1500 кг.
Ракеты-носители «Космос» стали создаваться под руководством М. К. Янгеля в начале 1960-х годов в Особом конструкторском бюро № 586 (ныне — ГКБ «Южное», г. Днепр, Украина) на базе одноступенчатых баллистических ракет средней дальности Р-12У, а позднее, Р-14У.

## Ракеты-носители семейства
Всего было разработано 8 вариантов ракет семейства «Космос». Подразделяются на две основные группы — созданные на базе БРСД Р-12У и созданные на базе Р-14У:
- 63С1 — ракета-носитель в составе БРСД Р-12У с установленной на неё второй ступенью.

- «Космос» (или Космос-2) 11К63 — ракета-носитель, модернизированная на базе 63С1.

- 65С3 — ракета носитель в составе БРСД Р-14У с установленной на неё второй ступенью.

- «Космос-3» 11К65 — ракета-носитель на базе 65С3 с модернизированными двигателями первой и второй ступени.

- «Космос-3М» 11К65М — ракета-носитель на базе 65С3 с изменённой второй ступенью, трёхрежимным двигателем и усовершенствованной системой управления.

- К65М-Р — созданный на базе 11К65М вариант суборбитальной ракеты для испытания различных систем в интересах РВСН.
- К65М-РБ — созданный на базе 11К65М вариант ракеты-носителя созданный для орбитальных и суборбитальных запусков аппаратов «Бор-4» и «Бор-5».
- «Вертикаль» К65УП — созданный на базе первой ступени 11К65М одноступенчатый вариант геофизической ракеты, использовавшейся для запуска высотных космических зондов в рамках международного сотрудничества.

| Наименование РН   | Космос          | Космос-1        | Космос-2     | Космос-3        | Космос-3М      | не имеет      | не имеет       | Вертикаль       |
| ----------------- | --------------- | --------------- | ------------ | --------------- | -------------- | ------------- | -------------- | --------------- |
| Индекс ГРАУ       | 63С1            | 65С3            | 11К63        | 11К65           | 11К65М         | К65М-Р        | К65М-РБ        | К65УП           |
| Запуски           | 37              | 8               | 128          | 6               | 425            | 341 (суборб.) | 10 (6 суборб.) | 25 (суборб.)    |
| Успешные          | 25              | 7               | 118          | 4               | 398            | нет сведений  | 4 орбитальных  | 23              |
| Аварийные         | 12              | 1               | 10           | 2               | 19             | нет сведений  | нет сведений   | 2               |
| Частично успешные |                 |                 |              |                 | 8              |               |                |                 |
| Первый полёт      | 27 октября 1961 | 18 августа 1964 | 24 мая 1966  | 16 ноября 1966  | 15 мая 1967    | 1 января 1973 | 5 декабря 1980 | 17 августа 1973 |
| Последний полёт   | 19 декабря 1967 | 28 декабря 1965 | 18 июня 1977 | 27 августа 1968 | 27 апреля 2010 | наст. время   | 21 июня 1988   | 20 октября 1983 |

## История создания

### 63С1 и 8К63
В 1958 году в СССР после первых успешных запусков космических аппаратов на арене отечественных космических ракет-носителей господствовала королёвская «семёрка» — тяжёлая ракета Р-7 (8К71), которая использовалась для осуществления приоритетных полетов к Луне, ближайшим планетам и в подготовке первого полета человека в космос. В то же время в США были разработаны различные многоступенчатые ракетные системы, которые использовались для запуска небольших (до 1,5 тонн) ИСЗ. В этих условиях ОКБ-586 (сейчас ГКБ «Южное») выступило с предложением о создании первой двухступенчатой ракеты-носителя лёгкого класса 63С1 путём установки на серийную одноступенчатую межконтинентальную баллистическую ракету Р-12 (8К63) дополнительной ступени.
В августе 1960 года вышло Постановление ЦК КПСС и СМ СССР от 03.08.1960 г. № 867—362, в соответствии с которым ОКБ-586 поручалось разработать космический ракетный комплекс 63С1 на базе ракеты Р-12. В 4-м НИИ Министерства обороны в 1961 году был выпущен эскизный проект «Разработка и создание комплекса средств изменения и управления для обеспечения лётно-конструкторских испытаний комплекса 63С1, запуска малых искусственных спутников Земли („МС“) и комплекса 65С3 на базе изделия 8К65».
Первый успешный пуск изделия 63С1 был осуществлен 16 марта 1962 года. По февраль 1967 года проведено ещё 36 пусков ракеты-носителя 63С1 и на орбиты выведены 26 космических аппаратов военного, научного назначения и экспериментальных. Десять пусков были аварийными. Одновременно с запусками ИСЗ проводилась лётная отработка ракеты-носителя 63С1, в процессе которой улучшалась конструкция, совершенствовались системы и агрегаты, уточнялись характеристики системы отделения КА.
В июле 1962 года решением военно-промышленной комиссии Министерству Обороны СССР было поручено разработать требования к комплексу 63С1М на базе 63С1 для запусков малых ИСЗ военного назначения под шифром «Радуга». В соответствии с этими требованиями ОКБ-586 была разработана модернизированная ракета-носитель 63С1М (получившая индекс 11К63). В ноябре 1962 года принимается решение об организации серийного изготовления второй РН СССР (после РН «Восток»)и создании для неё стационарного открытого старта с башней обслуживания.

### 65С3, «Космос-3» и «Космос-3М»
Постоянно возрастающая потребность регулярного выведения на орбиты КА различного назначения в интересах народного хозяйства, науки и обороны СССР приводила к тому, что использование для этих целей мощной РН «Восход» (11А57) или легкой РН «Космос» (63С1) было экономически нецелесообразным и не обеспечивало решения задачи по требуемым энергетическим возможностям. Поэтому параллельно были начато проектирование целого семейства ракет на базе разработок боевых баллистических ракет. Им были присвоены обозначения 64С2, 65СЗ, 66С4 и 67С5, где первые две цифры указывали индекс базовой боевой ракеты, на чьей основе создавалась РН, буква обозначала слово «ступень», а четвёртая цифра — порядковый номер космической ступени. ОКБ-586 было поручено разработать лишь 65СЗ. Идея ракеты 67С5 несколько лет спустя реализовалась в виде РН «Циклон» (11К68).
В связи с загруженностью и другими причинами производство ракеты 65С3 из ОКБ-586 было перенесено в ОКБ-10 (сейчас ОАО «Информационные спутниковые системы») под руководством Михаила Решетнёва. Здесь они получили индекс 11К65. Экспериментальная отработка и изготовление 10 первых лётных ракет в ОКБ-10 проводились при головной роли ОКБ-586. Параллельно на ПО «Полёт» (г. Омск) велась разработка конструкторской документации на модернизированный вариант носителя с двигателями второй ступени 11Д49 разработки ОКБ-2. Эта ракета получила индекс 11К65М «Космос-3М». Постановлением ЦК КПСС и Совмина СССР № 949—321 от 30 декабря 1971 г. ракета-носитель 11К65М была принята на вооружение. В 1972 г. разработка 11К65М была отмечена Государственной премией СССР в области науки и техники. «Космос-3М» является одной из наиболее часто используемых ракет-носителей для запуска российских военных спутников.
Последний пуск ракеты «Космос-3М» состоялся 21 июля 2009 года, когда ракета вывела на орбиту малый космический аппарат «Стерх». Производство ракет-носителей «Космос-3М», работающих на ядовитом топливе, в России было прекращено. Планируется, что запас этих носителей, который составляет около 3-4 единиц, будет использован до 2012 года.
К 2010 году было произведено около 600 орбитальных пусков РН серии «Космос», запущено более 1000 КА, что является высшим показателем для всех отечественных РН. В 1995 г. ракета «Космос-3М» участвовала в международном конкурсе на легкий носитель Med-Lite для NASA. По оценке американских специалистов, которые провели сравнительный анализ 18 типов ракет легкого класса, созданных в разных странах, «Космос-3М» был признан одним из самых совершенных.

### Другие проекты

#### К65М-Р
В 1971 году ПО «Полёт» приступило к сборке изделия К65М-Р, являющегося модификацией РН «Космос-3М». Изделие представляло собой ракету, запускаемой по различным баллистическим суборбитальным траекториям с имитацией подлета межконтинентальных баллистических ракет. Полезной нагрузкой в этих пусках выступали различные варианты боевых частей в моноблочных или разделяющихся вариантах. Только на трассе «Капустин Яр-Балхаш», оборудованной необходимыми средствами измерения, была проведена отработка 25 образцов вооружения для 11 ракетных комплексов в интересах РВСН и ВМФ. В период 1985—1991 годов на ракете К65М-Р проходит испытания первый в мире управляемый боевой блок. Всего было проведено более 320 суборбитальных стартов, во время которых проверку прошли практически все элементы боевого оснащения российских МБР. Пуски К65М-Р производились со стартовых комплексов 11П865М полигона Капустин Яр. К65М-Р наряду с «Космос-3М» являются единственными на сегодняшний день действующими ракетными системами серии «Космос». Последний пуск К65М-Р был произведён 22 апреля 2006 года с 4-го Государственного центрального межвидового полигона Капустин Яр. Полезной нагрузкой в этом старте выступал прототип новой опытной унифицированной головной части, которая после испытаний будет устанавливаться на стратегические баллистические ракеты морского и наземного базирования «Булава» и «Тополь-М».

#### К65М-РБ
Представляла собой слегка доработанный вариант К65М-Р, использовавшийся для орбитальных и суборбитальных пусков аппаратов «БОР-4» и «БОР-5» в 1980—1988 гг. Первый испытательный запуск аппарата «Бор-4» с помощью ракеты К65М-РБ был произведён по суборбитальной траектории в направлении озера Балхаш 5 декабря 1980 года. В период 1982-84 годов было произведено 4 орбитальных запуска. Аппараты, выводившиеся на орбиты ИСЗ высотой около 225 км, получали наименования спутников серии «Космос». Также в 1983—1988 годах в сторону полигона в Сары-Шаган (Казахстан) было проведено 5 суборбитальных запусков аппаратов «Бор-5», представлявших собой габаритно-весовую модель «Бурана» в масштабе 1:8. Как и в случае с К65М-Р пуски К65М-РБ производились со стартовых комплексов полигона Капустин Яр.

#### «Вертикаль» (К65УП)
Одноступенчатая геофизическая ракета, получившая наименование «Вертикаль».

#### 11К55
Для замены РН «Космос-3М» в 1976 году ГКБ «Южное» совместно с производственным объединением «Полет» выпустило технический отчет по основным направлениям создания космического ракетного комплекса легкого класса K11K55. Основной идеей было создание комплекса на экологически чистых компонентах кислород и керосин для замены РН 11К65М и 11К69 на токсичных компонентах топлива. Однако разработка сначала затормозилась, а потом и полностью прекратилась, осложнённая процессами, происходившими в последние годы существования СССР.

#### «Космос-3МУ» («Взлёт»)
До недавнего времени конструкторы ПО «Полёт» вели разработку перспективного варианта 11К65МУ «Космос-3МУ» («Взлет»), оснащенного новой системой управления. Однако в феврале 2007 года в целях создания вертикально-интегрированной структуры по производству ракетно-космической к ФГУП «ГКНПЦ им. М. В. Хруничева» присоединилось 4 предприятия, в том числе и омское производственное объединение «Полет». Из-за этого все силы инженеров предприятия были перенаправлены на создание универсального ракетного модуля УРМ-1 для ракеты-носителя «Ангара». И поэтому все работы по разработке и созданию РН «Космос-3МУ» были прекращены.

## Запущенные аппараты
| - 1МС - 2МС - AlSat-1 - Beijing-1 - Ncube - Sinah 1 - SSETI Express - TopSat - UWE-1 - XI—V | - АУОС-З-И-ИК - АУОС-З-М-ИК - АУОС-З-Р-О - АУОС-З-Р-П-ИК - АУОС-З-Р-Э-ИК - АУОС-З-Т-ИК - Гонец-М - ДС-1 - ДС-2 - ДС-А1 | - ДС-К8 - ДС-МГ - ДС-МО - ДС-МТ - ДС-П1 - ДС-П1-И - ДС-П1-М (Тюльпан) - ДС-П1-Ю - ДС-У1-А - ДС-У1-Г | - ДС-У1-ИК-1 - ДС-У1-ИК-2 - ДС-У1-Р - ДС-У1-Я - ДС-У2-В - ДС-У2-ГК - ДС-У2-ГКА (Ореол) - ДС-У2-ГФ - ДС-У2-Д - ДС-У2-И | - ДС-У2-ИК-1 - ДС-У2-ИК-2 - ДС-У2-ИК-3 - ДС-У2-ИК-4 - ДС-У2-ИК-5 - ДС-У2-ИК-6 - ДС-У2-ИК-8 - ДС-У2-ИП - ДС-У2-К - ДС-У2-М | - ДС-У2-МГ - ДС-У2-МП - ДС-У2-МТ - ДС-У3-ИК-1 - ДС-У3-ИК-2 - ДС-У3-ИК-3 - ДС-У3-ИК-4 - ДС-У3-ИК-5 - ДС-У3-С - Дуга-К | - Можаец - Можаец-5 - Надежда - Омега-1 |